# Boulmontougou
Ne doit pas être confondu avec Boulmontchangou.
Boulmontougou, également orthographié Boulmantougou, est une commune rurale située dans le département de Kantchari de la province dans la Tapoa de la région de l'Est au Burkina Faso.

## Santé et éducation
Le centre de soins le plus proche de Boulmontougou est le centre de santé et de promotion sociale (CSPS) de Sampiéri.